# Айос-Еорьос (Метана)
А́йос-Ео́рьос (греч. Άγιος Γεώργιος) — село в Греции, расположенное к северу от города Метаны на северо-востоке полуострова Пелопоннес. Население посёлка составляет 46 человек по переписи 2011 года. Входит в сообщество Кунупица в общине Тризиния-Метана в периферийной единице Острова в периферии Аттика.
В посёлке выстроен каменный храм в честь Георгия Победоносца. Имеется гавань для рыболовецких судов и оборудованный песчаный поселковый пляж. Развит гостиничный бизнес, являющийся основой экономики посёлка.
Село создано в 1961 году.

## Население
| Год  | Население, человек |
| ---- | ------------------ |
| 1991 | 16                 |
| 2001 | 29                 |
| 2011 | ↗ 46               |